# British Journal of Photography
British Journal of Photography (BJP) är en brittisk fototidskrift.
BJP grundades 1854 och är världens äldsta fototidskrift. Från 1864 utkom den varje vecka, för att sedan 2010 åter ges ut som månadstidskrift.